# USS Enterprise (CVN-80)
Pour les autres navires du même nom, voir USS Enterprise.
L’USS Enterprise (CVN-80) est un projet de porte-avions américain de classe Gerald R. Ford, le troisième de sa classe,. Prévue au départ pour une entrée en service en 2025, elle subit des retards. En 2015, la mise en service est prévue, pour 2027. En 2024, elle est désormais prévue en 2029.

## Nom
Le 1er décembre 2012, lors d'un discours prononcé pour la cérémonie d'inactivation de l'USS Enterprise (CVN-65), le secrétaire à la Marine des États-Unis Ray Mabus a annoncé que le futur porte-avions CVN-80 serait nommé Enterprise . Ce sera le neuvième navire et le troisième porte-avions dans l'histoire de la marine des États-Unis à porter ce nom .

## Construction
Le CVN-80 sera construit par Huntington Ingalls Industries au chantier naval Northrop Grumman de Newport News, en Virginie. La construction du navire doit débuter en 2018 pour une livraison prévue en 2025. Cependant, dans un effort de réduction des coûts, le Service de recherche du Congrès indique que le l'US Navy étudie la possibilité d'allonger la durée de construction du USS John F. Kennedy (CVN-79) et de l'USS Enterprise (CVN-80) de deux ans. Si ce nouveau délai est approuvé, le navire n'entrera en service qu'en 2027 . Le navire est actuellement prévu pour remplacer l'USS Dwight D. Eisenhower (CVN-69).
Un an après le début de sa construction, le navire a été officiellement mis sur cale le 27 août 2022 au chantier naval de Newport News en Virginie. 
Il pourra être équipé de 70 appareils (avion, hélicoptères, drones) et déploiera les premières catapultes EMALS et systèmes de récupération AAG, tous deux électromagnétiques.